# Volta à Polónia de 2022
A 79.ª edição da competição ciclista Volta à Polónia foi uma corrida de ciclismo em estrada por etapas que se celebrou entre 30 e 5 de agosto de [[2022 na Polónia com início na cidade de Kielce e final em Cracóvia sobre um percurso de 1226,7 quilómetros.
A corrida fez parte do UCI WorldTour de 2022, calendário ciclístico de máximo nível mundial, sendo a vigésima quinta corrida de dito circuito e foi vencida pelo britânico Ethan Hayter do Ineos Grenadiers. Completaram o pódio, como segundo e terceiro classificado respectivamente, os neerlandês Thymen Arensman do DSM e o espanhol Pello Bilbao do Bahrain Victorious.

## Equipas participantes
Tomaram parte na corrida 23 equipas: 18 de categoria UCI WorldTeam, 4 de categoria UCI ProTeam e a seleção nacional da Polónia [[]], formando assim um pelotão de 160 ciclistas. As equipas participantes foram:
| Equipes WorldTeam (18)- AG2R Citroën Team - Astana Qazaqstan Team - Bahrain Victorious - Bora-Hansgrohe - Cofidis - EF Education-EasyPost - Groupama-FDJ - Ineos Grenadiers - Intermarché-Wanty-Gobert Matériaux - Israel-Premier Tech - Lotto-Soudal - Movistar Team - Quick-Step Alpha Vinyl - BikeExchange-Jayco - Team DSM - Jumbo-Visma - Trek-Segafredo - UAE Team Emirates Equipes ProTeam (4)- Alpecin-Deceuninck - Caja Rural-Seguros RGA - Team Novo Nordisk - Uno-X Pro Cycling Team Equipe nacional- Polónia |
| |

## Percurso
A Volta à Polónia dispôs de sete etapas para um percurso total de 1226,7 quilómetros.
| Etapa | Data    | Percurso                      | type                      | Distância (km) | Elevação (m) | Vencedor         | Líder geral      |
| ----- | ------- | ----------------------------- | ------------------------- | -------------- | ------------ | ---------------- | ---------------- |
| 1     | 30 jul. | Kielce – Lublin               | etapa plana               | 218,8          | 1 231 m      | Olav Kooij       | Olav Kooij       |
| 2     | 31 jul. | Chełm – Zamość                | etapa plana               | 205,6          | 966 m        | Gerben Thijssen  | Jonas Abrahamsen |
| 3     | 1 ago.  | Kraśnik – Przemyśl            | média montanha            | 237,9          | 1 545 m      | Sergio Higuita   | Sergio Higuita   |
| 4     | 2 ago.  | Lesko – Sanok                 | média montanha            | 179,4          | 2 621 m      | Pascal Ackermann | Sergio Higuita   |
| 5     | 3 ago.  | Łańcut – Rzeszów              | etapa escarpada           | 178,1          | 2 179 m      | Phil Bauhaus     | Sergio Higuita   |
| 6     | 4 ago.  | Gronków – Bukowina Tatrzańska | contrarrelógio individual | 11,8           | 337 m        | Thymen Arensman  | Ethan Hayter     |
| 7     | 5 ago.  | Skawina – Cracóvia            | etapa escarpada           | 177,8          | 1 875 m      | Arnaud Démare    | Ethan Hayter     |

## Desenvolvimento da corrida

### 1.ª etapa
| Kielce - Lublin | etapa plana | (218,8 km) |

| \| Classificação por etapas \| Classificação por etapas \| Classificação por etapas \| Classificação por etapas \| Classificação por etapas \| \| Ciclista \| Ciclista \| Equipe \| Tempo \| \| \| ------------------------ \| ------------------------ \| ------------------------ \| ------------------------ \| ------------------------ \| \| 1. \| Olav Kooij \| Jumbo-Visma \| 5h18m01s \| \| \| 2. \| Phil Bauhaus \| Bahrain Victorious \| + 0s \| \| \| 3. \| Jordi Meeus \| Bora-Hansgrohe \| + 0s \| \| \| 4. \| Mike Teunissen \| Jumbo-Visma \| + 0s \| \| \| 5. \| Juan Sebastián Molano \| UAE Team Emirates \| + 0s \| \| \| 6. \| Max Kanter \| Movistar Team \| + 0s \| \| \| 7. \| Kaden Groves \| BikeExchange-Jayco \| + 0s \| \| \| 8. \| Mark Cavendish \| Quick-Step Alpha Vinyl \| + 0s \| \| \| 9. \| Arnaud Démare \| Groupama-FDJ \| + 0s \| \| \| 10. \| Tobias Bayer \| Alpecin-Deceuninck \| + 0s \| \| |                       |                        |          |
| |                       |                        |          |
| Fonte: ProCyclingStats |                       |                        |          |
| Classificação por etapas |                       |                        |          |
| Ciclista | Ciclista              | Equipe                 | Tempo    |
| 1. | Olav Kooij            | Jumbo-Visma            | 5h18m01s |
| 2. | Phil Bauhaus          | Bahrain Victorious     | + 0s     |
| 3. | Jordi Meeus           | Bora-Hansgrohe         | + 0s     |
| 4. | Mike Teunissen        | Jumbo-Visma            | + 0s     |
| 5. | Juan Sebastián Molano | UAE Team Emirates      | + 0s     |
| 6. | Max Kanter            | Movistar Team          | + 0s     |
| 7. | Kaden Groves          | BikeExchange-Jayco     | + 0s     |
| 8. | Mark Cavendish        | Quick-Step Alpha Vinyl | + 0s     |
| 9. | Arnaud Démare         | Groupama-FDJ           | + 0s     |
| 10. | Tobias Bayer          | Alpecin-Deceuninck     | + 0s     |

| \| Classificação geral \| Classificação geral \| Classificação geral \| Classificação geral \| Classificação geral \| \| Ciclista \| Ciclista \| Equipe \| Tempo \| \| \| ------------------- \| --------------------- \| ---------------------- \| ------------------- \| ------------------- \| \| 1. \| Olav Kooij \| Jumbo-Visma \| 5h17m51s \| \| \| 2. \| Phil Bauhaus \| Bahrain Victorious \| + 4s \| \| \| 3. \| Jonas Abrahamsen \| Uno-X Pro Cycling Team \| + 4s \| \| \| 4. \| Jordi Meeus \| Bora-Hansgrohe \| + 6s \| \| \| 5. \| Sam Brand \| Team Novo Nordisk \| + 9s \| \| \| 6. \| Mike Teunissen \| Jumbo-Visma \| + 10s \| \| \| 7. \| Juan Sebastián Molano \| UAE Team Emirates \| + 10s \| \| \| 8. \| Max Kanter \| Movistar Team \| + 10s \| \| \| 9. \| Kaden Groves \| BikeExchange-Jayco \| + 10s \| \| \| 10. \| Mark Cavendish \| Quick-Step Alpha Vinyl \| + 10s \| \| |                       |                        |          |
| |                       |                        |          |
| Fonte: ProCyclingStats |                       |                        |          |
| Classificação geral |                       |                        |          |
| Ciclista | Ciclista              | Equipe                 | Tempo    |
| 1. | Olav Kooij            | Jumbo-Visma            | 5h17m51s |
| 2. | Phil Bauhaus          | Bahrain Victorious     | + 4s     |
| 3. | Jonas Abrahamsen      | Uno-X Pro Cycling Team | + 4s     |
| 4. | Jordi Meeus           | Bora-Hansgrohe         | + 6s     |
| 5. | Sam Brand             | Team Novo Nordisk      | + 9s     |
| 6. | Mike Teunissen        | Jumbo-Visma            | + 10s    |
| 7. | Juan Sebastián Molano | UAE Team Emirates      | + 10s    |
| 8. | Max Kanter            | Movistar Team          | + 10s    |
| 9. | Kaden Groves          | BikeExchange-Jayco     | + 10s    |
| 10. | Mark Cavendish        | Quick-Step Alpha Vinyl | + 10s    |

### 2.ª etapa
| Chełm - Zamość | etapa plana | (205,6 km) |

| \| Classificação por etapas \| Classificação por etapas \| Classificação por etapas \| Classificação por etapas \| Classificação por etapas \| \| Ciclista \| Ciclista \| Equipe \| Tempo \| \| \| ------------------------ \| ------------------------ \| ---------------------------------- \| ------------------------ \| ------------------------ \| \| 1. \| Gerben Thijssen \| Intermarché-Wanty-Gobert Matériaux \| 4h47m23s \| \| \| 2. \| Pascal Ackermann \| UAE Team Emirates \| + 0s \| \| \| 3. \| Jonathan Milan \| Bahrain Victorious \| + 0s \| \| \| 4. \| Olav Kooij \| Jumbo-Visma \| + 0s \| \| \| 5. \| Sam Bennett \| Bora-Hansgrohe \| + 0s \| \| \| 6. \| Arnaud Démare \| Groupama-FDJ \| + 0s \| \| \| 7. \| Elia Viviani \| Ineos Grenadiers \| + 0s \| \| \| 8. \| Max Kanter \| Movistar Team \| + 0s \| \| \| 9. \| Marijn van den Berg \| EF Education-EasyPost \| + 0s \| \| \| 10. \| Mark Cavendish \| Quick-Step Alpha Vinyl \| + 0s \| \| |                     |                                    |          |
| |                     |                                    |          |
| Fonte: ProCyclingStats |                     |                                    |          |
| Classificação por etapas |                     |                                    |          |
| Ciclista | Ciclista            | Equipe                             | Tempo    |
| 1. | Gerben Thijssen     | Intermarché-Wanty-Gobert Matériaux | 4h47m23s |
| 2. | Pascal Ackermann    | UAE Team Emirates                  | + 0s     |
| 3. | Jonathan Milan      | Bahrain Victorious                 | + 0s     |
| 4. | Olav Kooij          | Jumbo-Visma                        | + 0s     |
| 5. | Sam Bennett         | Bora-Hansgrohe                     | + 0s     |
| 6. | Arnaud Démare       | Groupama-FDJ                       | + 0s     |
| 7. | Elia Viviani        | Ineos Grenadiers                   | + 0s     |
| 8. | Max Kanter          | Movistar Team                      | + 0s     |
| 9. | Marijn van den Berg | EF Education-EasyPost              | + 0s     |
| 10. | Mark Cavendish      | Quick-Step Alpha Vinyl             | + 0s     |

| \| Classificação geral \| Classificação geral \| Classificação geral \| Classificação geral \| Classificação geral \| \| Ciclista \| Ciclista \| Equipe \| Tempo \| \| \| ------------------- \| ------------------- \| ---------------------------------- \| ------------------- \| ------------------- \| \| 1. \| Jonas Abrahamsen \| Uno-X Pro Cycling Team \| 10h05m12s \| \| \| 2. \| Olav Kooij \| Jumbo-Visma \| + 2s \| \| \| 3. \| Gerben Thijssen \| Intermarché-Wanty-Gobert Matériaux \| + 2s \| \| \| 4. \| Pascal Ackermann \| UAE Team Emirates \| + 6s \| \| \| 5. \| Phil Bauhaus \| Bahrain Victorious \| + 6s \| \| \| 6. \| Jordi Meeus \| Bora-Hansgrohe \| + 8s \| \| \| 7. \| Jonathan Milan \| Bahrain Victorious \| + 8s \| \| \| 8. \| Jasper De Buyst \| Lotto-Soudal \| + 8s \| \| \| 9. \| Sam Brand \| Team Novo Nordisk \| + 11s \| \| \| 10. \| Max Kanter \| Movistar Team \| + 12s \| \| |                  |                                    |           |
| |                  |                                    |           |
| Fonte: ProCyclingStats |                  |                                    |           |
| Classificação geral |                  |                                    |           |
| Ciclista | Ciclista         | Equipe                             | Tempo     |
| 1. | Jonas Abrahamsen | Uno-X Pro Cycling Team             | 10h05m12s |
| 2. | Olav Kooij       | Jumbo-Visma                        | + 2s      |
| 3. | Gerben Thijssen  | Intermarché-Wanty-Gobert Matériaux | + 2s      |
| 4. | Pascal Ackermann | UAE Team Emirates                  | + 6s      |
| 5. | Phil Bauhaus     | Bahrain Victorious                 | + 6s      |
| 6. | Jordi Meeus      | Bora-Hansgrohe                     | + 8s      |
| 7. | Jonathan Milan   | Bahrain Victorious                 | + 8s      |
| 8. | Jasper De Buyst  | Lotto-Soudal                       | + 8s      |
| 9. | Sam Brand        | Team Novo Nordisk                  | + 11s     |
| 10. | Max Kanter       | Movistar Team                      | + 12s     |

### 3.ª etapa
| Kraśnik - Przemyśl | média montanha | (237,9 km) |

| \| Classificação por etapas \| Classificação por etapas \| Classificação por etapas \| Classificação por etapas \| Classificação por etapas \| \| Ciclista \| Ciclista \| Equipe \| Tempo \| \| \| ------------------------ \| ------------------------ \| ---------------------------------- \| ------------------------ \| ------------------------ \| \| 1. \| Sergio Higuita \| Bora-Hansgrohe \| 5h25m46s \| \| \| 2. \| Pello Bilbao \| Bahrain Victorious \| + 0s \| \| \| 3. \| Quinten Hermans \| Intermarché-Wanty-Gobert Matériaux \| + 0s \| \| \| 4. \| Matteo Sobrero \| BikeExchange-Jayco \| + 0s \| \| \| 5. \| Quentin Pacher \| Groupama-FDJ \| + 0s \| \| \| 6. \| Mauro Schmid \| Quick-Step Alpha Vinyl \| + 0s \| \| \| 7. \| Félix Gall \| AG2R Citroën Team \| + 0s \| \| \| 8. \| Stephen Williams \| Bahrain Victorious \| + 0s \| \| \| 9. \| Lucas Hamilton \| BikeExchange-Jayco \| + 0s \| \| \| 10. \| Diego Ulissi \| UAE Team Emirates \| + 0s \| \| |                  |                                    |          |
| |                  |                                    |          |
| Fonte: ProCyclingStats |                  |                                    |          |
| Classificação por etapas |                  |                                    |          |
| Ciclista | Ciclista         | Equipe                             | Tempo    |
| 1. | Sergio Higuita   | Bora-Hansgrohe                     | 5h25m46s |
| 2. | Pello Bilbao     | Bahrain Victorious                 | + 0s     |
| 3. | Quinten Hermans  | Intermarché-Wanty-Gobert Matériaux | + 0s     |
| 4. | Matteo Sobrero   | BikeExchange-Jayco                 | + 0s     |
| 5. | Quentin Pacher   | Groupama-FDJ                       | + 0s     |
| 6. | Mauro Schmid     | Quick-Step Alpha Vinyl             | + 0s     |
| 7. | Félix Gall       | AG2R Citroën Team                  | + 0s     |
| 8. | Stephen Williams | Bahrain Victorious                 | + 0s     |
| 9. | Lucas Hamilton   | BikeExchange-Jayco                 | + 0s     |
| 10. | Diego Ulissi     | UAE Team Emirates                  | + 0s     |

| \| Classificação geral \| Classificação geral \| Classificação geral \| Classificação geral \| Classificação geral \| \| Ciclista \| Ciclista \| Equipe \| Tempo \| \| \| ------------------- \| ------------------- \| ---------------------------------- \| ------------------- \| ------------------- \| \| 1. \| Sergio Higuita \| Bora-Hansgrohe \| 15h31m00s \| \| \| 2. \| Pello Bilbao \| Bahrain Victorious \| + 4s \| \| \| 3. \| Quinten Hermans \| Intermarché-Wanty-Gobert Matériaux \| + 6s \| \| \| 4. \| Ethan Hayter \| Ineos Grenadiers \| + 10s \| \| \| 5. \| Diego Ulissi \| UAE Team Emirates \| + 10s \| \| \| 6. \| Matteo Sobrero \| BikeExchange-Jayco \| + 10s \| \| \| 7. \| Richard Carapaz \| Ineos Grenadiers \| + 10s \| \| \| 8. \| Mauro Schmid \| Quick-Step Alpha Vinyl \| + 10s \| \| \| 9. \| Quentin Pacher \| Groupama-FDJ \| + 10s \| \| \| 10. \| Lucas Hamilton \| BikeExchange-Jayco \| + 10s \| \| |                 |                                    |           |
| |                 |                                    |           |
| Fonte: ProCyclingStats |                 |                                    |           |
| Classificação geral |                 |                                    |           |
| Ciclista | Ciclista        | Equipe                             | Tempo     |
| 1. | Sergio Higuita  | Bora-Hansgrohe                     | 15h31m00s |
| 2. | Pello Bilbao    | Bahrain Victorious                 | + 4s      |
| 3. | Quinten Hermans | Intermarché-Wanty-Gobert Matériaux | + 6s      |
| 4. | Ethan Hayter    | Ineos Grenadiers                   | + 10s     |
| 5. | Diego Ulissi    | UAE Team Emirates                  | + 10s     |
| 6. | Matteo Sobrero  | BikeExchange-Jayco                 | + 10s     |
| 7. | Richard Carapaz | Ineos Grenadiers                   | + 10s     |
| 8. | Mauro Schmid    | Quick-Step Alpha Vinyl             | + 10s     |
| 9. | Quentin Pacher  | Groupama-FDJ                       | + 10s     |
| 10. | Lucas Hamilton  | BikeExchange-Jayco                 | + 10s     |

### 4.ª etapa
| Lesko - Sanok | média montanha | (179,4 km) |

| \| Classificação por etapas \| Classificação por etapas \| Classificação por etapas \| Classificação por etapas \| Classificação por etapas \| \| Ciclista \| Ciclista \| Equipe \| Tempo \| \| \| ------------------------ \| ------------------------ \| ---------------------------------- \| ------------------------ \| ------------------------ \| \| 1. \| Pascal Ackermann \| UAE Team Emirates \| 4h21m46s \| \| \| 2. \| Jordi Meeus \| Bora-Hansgrohe \| + 0s \| \| \| 3. \| Jonathan Milan \| Bahrain Victorious \| + 0s \| \| \| 4. \| Quinten Hermans \| Intermarché-Wanty-Gobert Matériaux \| + 0s \| \| \| 5. \| Olav Kooij \| Jumbo-Visma \| + 0s \| \| \| 6. \| Christian Scaroni \| Astana Qazaqstan Team \| + 0s \| \| \| 7. \| Diego Ulissi \| UAE Team Emirates \| + 0s \| \| \| 8. \| Quentin Pacher \| Groupama-FDJ \| + 0s \| \| \| 9. \| Stanislaw Aniolkowski \| Polónia \| + 0s \| \| \| 10. \| Nikias Arndt \| Team DSM \| + 0s \| \| |                       |                                    |          |
| |                       |                                    |          |
| Fonte: ProCyclingStats |                       |                                    |          |
| Classificação por etapas |                       |                                    |          |
| Ciclista | Ciclista              | Equipe                             | Tempo    |
| 1. | Pascal Ackermann      | UAE Team Emirates                  | 4h21m46s |
| 2. | Jordi Meeus           | Bora-Hansgrohe                     | + 0s     |
| 3. | Jonathan Milan        | Bahrain Victorious                 | + 0s     |
| 4. | Quinten Hermans       | Intermarché-Wanty-Gobert Matériaux | + 0s     |
| 5. | Olav Kooij            | Jumbo-Visma                        | + 0s     |
| 6. | Christian Scaroni     | Astana Qazaqstan Team              | + 0s     |
| 7. | Diego Ulissi          | UAE Team Emirates                  | + 0s     |
| 8. | Quentin Pacher        | Groupama-FDJ                       | + 0s     |
| 9. | Stanislaw Aniolkowski | Polónia                            | + 0s     |
| 10. | Nikias Arndt          | Team DSM                           | + 0s     |

| \| Classificação geral \| Classificação geral \| Classificação geral \| Classificação geral \| Classificação geral \| \| Ciclista \| Ciclista \| Equipe \| Tempo \| \| \| ------------------- \| ------------------- \| ---------------------------------- \| ------------------- \| ------------------- \| \| 1. \| Sergio Higuita \| Bora-Hansgrohe \| 19h52m46s \| \| \| 2. \| Pello Bilbao \| Bahrain Victorious \| + 4s \| \| \| 3. \| Quinten Hermans \| Intermarché-Wanty-Gobert Matériaux \| + 6s \| \| \| 4. \| Diego Ulissi \| UAE Team Emirates \| + 10s \| \| \| 5. \| Matteo Sobrero \| BikeExchange-Jayco \| + 10s \| \| \| 6. \| Richard Carapaz \| Ineos Grenadiers \| + 10s \| \| \| 7. \| Mauro Schmid \| Quick-Step Alpha Vinyl \| + 10s \| \| \| 8. \| Ethan Hayter \| Ineos Grenadiers \| + 10s \| \| \| 9. \| Quentin Pacher \| Groupama-FDJ \| + 10s \| \| \| 10. \| Félix Gall \| AG2R Citroën Team \| + 10s \| \| |                 |                                    |           |
| |                 |                                    |           |
| Fonte: ProCyclingStats |                 |                                    |           |
| Classificação geral |                 |                                    |           |
| Ciclista | Ciclista        | Equipe                             | Tempo     |
| 1. | Sergio Higuita  | Bora-Hansgrohe                     | 19h52m46s |
| 2. | Pello Bilbao    | Bahrain Victorious                 | + 4s      |
| 3. | Quinten Hermans | Intermarché-Wanty-Gobert Matériaux | + 6s      |
| 4. | Diego Ulissi    | UAE Team Emirates                  | + 10s     |
| 5. | Matteo Sobrero  | BikeExchange-Jayco                 | + 10s     |
| 6. | Richard Carapaz | Ineos Grenadiers                   | + 10s     |
| 7. | Mauro Schmid    | Quick-Step Alpha Vinyl             | + 10s     |
| 8. | Ethan Hayter    | Ineos Grenadiers                   | + 10s     |
| 9. | Quentin Pacher  | Groupama-FDJ                       | + 10s     |
| 10. | Félix Gall      | AG2R Citroën Team                  | + 10s     |

### 5.ª etapa
| Łańcut - Rzeszów | etapa escarpada | (178,1 km) |

| \| Classificação por etapas \| Classificação por etapas \| Classificação por etapas \| Classificação por etapas \| Classificação por etapas \| \| Ciclista \| Ciclista \| Equipe \| Tempo \| \| \| ------------------------ \| ------------------------ \| ---------------------------------- \| ------------------------ \| ------------------------ \| \| 1. \| Phil Bauhaus \| Bahrain Victorious \| 4h16m19s \| \| \| 2. \| Arnaud Démare \| Groupama-FDJ \| + 0s \| \| \| 3. \| Nikias Arndt \| Team DSM \| + 0s \| \| \| 4. \| Max Kanter \| Movistar Team \| + 0s \| \| \| 5. \| Edward Theuns \| Trek-Segafredo \| + 0s \| \| \| 6. \| Jonathan Milan \| Bahrain Victorious \| + 0s \| \| \| 7. \| Hugo Page \| Intermarché-Wanty-Gobert Matériaux \| + 0s \| \| \| 8. \| Ryan Mullen \| Bora-Hansgrohe \| + 0s \| \| \| 9. \| Jacopo Guarnieri \| Groupama-FDJ \| + 0s \| \| \| 10. \| Patryk Stosz \| Polónia \| + 0s \| \| |                  |                                    |          |
| |                  |                                    |          |
| Fonte: ProCyclingStats |                  |                                    |          |
| Classificação por etapas |                  |                                    |          |
| Ciclista | Ciclista         | Equipe                             | Tempo    |
| 1. | Phil Bauhaus     | Bahrain Victorious                 | 4h16m19s |
| 2. | Arnaud Démare    | Groupama-FDJ                       | + 0s     |
| 3. | Nikias Arndt     | Team DSM                           | + 0s     |
| 4. | Max Kanter       | Movistar Team                      | + 0s     |
| 5. | Edward Theuns    | Trek-Segafredo                     | + 0s     |
| 6. | Jonathan Milan   | Bahrain Victorious                 | + 0s     |
| 7. | Hugo Page        | Intermarché-Wanty-Gobert Matériaux | + 0s     |
| 8. | Ryan Mullen      | Bora-Hansgrohe                     | + 0s     |
| 9. | Jacopo Guarnieri | Groupama-FDJ                       | + 0s     |
| 10. | Patryk Stosz     | Polónia                            | + 0s     |

| \| Classificação geral \| Classificação geral \| Classificação geral \| Classificação geral \| Classificação geral \| \| Ciclista \| Ciclista \| Equipe \| Tempo \| \| \| ------------------- \| ------------------- \| ---------------------------------- \| ------------------- \| ------------------- \| \| 1. \| Sergio Higuita \| Bora-Hansgrohe \| 24h09m05s \| \| \| 2. \| Pello Bilbao \| Bahrain Victorious \| + 4s \| \| \| 3. \| Quinten Hermans \| Intermarché-Wanty-Gobert Matériaux \| + 6s \| \| \| 4. \| Diego Ulissi \| UAE Team Emirates \| + 10s \| \| \| 5. \| Matteo Sobrero \| BikeExchange-Jayco \| + 10s \| \| \| 6. \| Richard Carapaz \| Ineos Grenadiers \| + 10s \| \| \| 7. \| Ethan Hayter \| Ineos Grenadiers \| + 10s \| \| \| 8. \| Quentin Pacher \| Groupama-FDJ \| + 10s \| \| \| 9. \| Lucas Hamilton \| BikeExchange-Jayco \| + 10s \| \| \| 10. \| Steff Cras \| Lotto-Soudal \| + 10s \| \| |                 |                                    |           |
| |                 |                                    |           |
| Fonte: ProCyclingStats |                 |                                    |           |
| Classificação geral |                 |                                    |           |
| Ciclista | Ciclista        | Equipe                             | Tempo     |
| 1. | Sergio Higuita  | Bora-Hansgrohe                     | 24h09m05s |
| 2. | Pello Bilbao    | Bahrain Victorious                 | + 4s      |
| 3. | Quinten Hermans | Intermarché-Wanty-Gobert Matériaux | + 6s      |
| 4. | Diego Ulissi    | UAE Team Emirates                  | + 10s     |
| 5. | Matteo Sobrero  | BikeExchange-Jayco                 | + 10s     |
| 6. | Richard Carapaz | Ineos Grenadiers                   | + 10s     |
| 7. | Ethan Hayter    | Ineos Grenadiers                   | + 10s     |
| 8. | Quentin Pacher  | Groupama-FDJ                       | + 10s     |
| 9. | Lucas Hamilton  | BikeExchange-Jayco                 | + 10s     |
| 10. | Steff Cras      | Lotto-Soudal                       | + 10s     |

### 6.ª etapa
| Gronków - Bukowina Tatrzańska | contrarrelógio individual | (11,8 km) |

| \| Classificação por etapas \| Classificação por etapas \| Classificação por etapas \| Classificação por etapas \| Classificação por etapas \| \| Ciclista \| Ciclista \| Equipe \| Tempo \| \| \| ------------------------ \| ------------------------ \| ------------------------ \| ------------------------ \| ------------------------ \| \| 1. \| Thymen Arensman \| Team DSM \| 17m40s \| \| \| 2. \| Magnus Sheffield \| Ineos Grenadiers \| + 7s \| \| \| 3. \| Ethan Hayter \| Ineos Grenadiers \| + 8s \| \| \| 4. \| Rémi Cavagna \| Quick-Step Alpha Vinyl \| + 20s \| \| \| 5. \| Marco Brenner \| Team DSM \| + 26s \| \| \| 6. \| Ben Tulett \| Ineos Grenadiers \| + 28s \| \| \| 7. \| Samuele Battistella \| Astana Qazaqstan Team \| + 30s \| \| \| 8. \| Matteo Sobrero \| BikeExchange-Jayco \| + 31s \| \| \| 9. \| Pello Bilbao \| Bahrain Victorious \| + 32s \| \| \| 10. \| Mark Padun \| EF Education-EasyPost \| + 35s \| \| |                     |                        |        |
| |                     |                        |        |
| Fonte: ProCyclingStats |                     |                        |        |
| Classificação por etapas |                     |                        |        |
| Ciclista | Ciclista            | Equipe                 | Tempo  |
| 1. | Thymen Arensman     | Team DSM               | 17m40s |
| 2. | Magnus Sheffield    | Ineos Grenadiers       | + 7s   |
| 3. | Ethan Hayter        | Ineos Grenadiers       | + 8s   |
| 4. | Rémi Cavagna        | Quick-Step Alpha Vinyl | + 20s  |
| 5. | Marco Brenner       | Team DSM               | + 26s  |
| 6. | Ben Tulett          | Ineos Grenadiers       | + 28s  |
| 7. | Samuele Battistella | Astana Qazaqstan Team  | + 30s  |
| 8. | Matteo Sobrero      | BikeExchange-Jayco     | + 31s  |
| 9. | Pello Bilbao        | Bahrain Victorious     | + 32s  |
| 10. | Mark Padun          | EF Education-EasyPost  | + 35s  |

| \| Classificação geral \| Classificação geral \| Classificação geral \| Classificação geral \| Classificação geral \| \| Ciclista \| Ciclista \| Equipe \| Tempo \| \| \| ------------------- \| ------------------- \| ---------------------- \| ------------------- \| ------------------- \| \| 1. \| Ethan Hayter \| Ineos Grenadiers \| 24h27m03s \| \| \| 2. \| Thymen Arensman \| Team DSM \| + 11s \| \| \| 3. \| Pello Bilbao \| Bahrain Victorious \| + 18s \| \| \| 4. \| Matteo Sobrero \| BikeExchange-Jayco \| + 23s \| \| \| 5. \| Ben Tulett \| Ineos Grenadiers \| + 25s \| \| \| 6. \| Rémi Cavagna \| Quick-Step Alpha Vinyl \| + 31s \| \| \| 7. \| Samuele Battistella \| Astana Qazaqstan Team \| + 32s \| \| \| 8. \| Sergio Higuita \| Bora-Hansgrohe \| + 32s \| \| \| 9. \| Diego Ulissi \| UAE Team Emirates \| + 45s \| \| \| 10. \| Bruno Armirail \| Groupama-FDJ \| + 50s \| \| |                     |                        |           |
| |                     |                        |           |
| Fonte: ProCyclingStats |                     |                        |           |
| Classificação geral |                     |                        |           |
| Ciclista | Ciclista            | Equipe                 | Tempo     |
| 1. | Ethan Hayter        | Ineos Grenadiers       | 24h27m03s |
| 2. | Thymen Arensman     | Team DSM               | + 11s     |
| 3. | Pello Bilbao        | Bahrain Victorious     | + 18s     |
| 4. | Matteo Sobrero      | BikeExchange-Jayco     | + 23s     |
| 5. | Ben Tulett          | Ineos Grenadiers       | + 25s     |
| 6. | Rémi Cavagna        | Quick-Step Alpha Vinyl | + 31s     |
| 7. | Samuele Battistella | Astana Qazaqstan Team  | + 32s     |
| 8. | Sergio Higuita      | Bora-Hansgrohe         | + 32s     |
| 9. | Diego Ulissi        | UAE Team Emirates      | + 45s     |
| 10. | Bruno Armirail      | Groupama-FDJ           | + 50s     |

### 7.ª etapa
| Skawina - Cracóvia | etapa escarpada | (177,8 km) |

| \| Classificação por etapas \| Classificação por etapas \| Classificação por etapas \| Classificação por etapas \| Classificação por etapas \| \| Ciclista \| Ciclista \| Equipe \| Tempo \| \| \| ------------------------ \| ------------------------ \| ---------------------------------- \| ------------------------ \| ------------------------ \| \| 1. \| Arnaud Démare \| Groupama-FDJ \| 3h59m20s \| \| \| 2. \| Olav Kooij \| Jumbo-Visma \| + 0s \| \| \| 3. \| Phil Bauhaus \| Bahrain Victorious \| + 0s \| \| \| 4. \| Max Kanter \| Movistar Team \| + 0s \| \| \| 5. \| Gerben Thijssen \| Intermarché-Wanty-Gobert Matériaux \| + 0s \| \| \| 6. \| Marijn van den Berg \| EF Education-EasyPost \| + 0s \| \| \| 7. \| Davide Cimolai \| Cofidis \| + 0s \| \| \| 8. \| Edward Theuns \| Trek-Segafredo \| + 0s \| \| \| 9. \| Pascal Ackermann \| UAE Team Emirates \| + 0s \| \| \| 10. \| Kaden Groves \| BikeExchange-Jayco \| + 0s \| \| |                     |                                    |          |
| |                     |                                    |          |
| Fonte: ProCyclingStats |                     |                                    |          |
| Classificação por etapas |                     |                                    |          |
| Ciclista | Ciclista            | Equipe                             | Tempo    |
| 1. | Arnaud Démare       | Groupama-FDJ                       | 3h59m20s |
| 2. | Olav Kooij          | Jumbo-Visma                        | + 0s     |
| 3. | Phil Bauhaus        | Bahrain Victorious                 | + 0s     |
| 4. | Max Kanter          | Movistar Team                      | + 0s     |
| 5. | Gerben Thijssen     | Intermarché-Wanty-Gobert Matériaux | + 0s     |
| 6. | Marijn van den Berg | EF Education-EasyPost              | + 0s     |
| 7. | Davide Cimolai      | Cofidis                            | + 0s     |
| 8. | Edward Theuns       | Trek-Segafredo                     | + 0s     |
| 9. | Pascal Ackermann    | UAE Team Emirates                  | + 0s     |
| 10. | Kaden Groves        | BikeExchange-Jayco                 | + 0s     |

## Classificações finais
- As classificações finalizaram da seguinte forma:[3]

### Classificação geral
| \| Classificação geral \| Classificação geral \| Classificação geral \| Classificação geral \| Classificação geral \| \| Ciclista \| Ciclista \| Equipe \| Tempo \| \| \| ------------------- \| ------------------- \| ---------------------- \| ------------------- \| ------------------- \| \| 1. \| Ethan Hayter \| Ineos Grenadiers \| 28h26m23s \| \| \| 2. \| Thymen Arensman \| Team DSM \| + 11s \| \| \| 3. \| Pello Bilbao \| Bahrain Victorious \| + 18s \| \| \| 4. \| Matteo Sobrero \| BikeExchange-Jayco \| + 23s \| \| \| 5. \| Ben Tulett \| Ineos Grenadiers \| + 25s \| \| \| 6. \| Rémi Cavagna \| Quick-Step Alpha Vinyl \| + 31s \| \| \| 7. \| Samuele Battistella \| Astana Qazaqstan Team \| + 32s \| \| \| 8. \| Sergio Higuita \| Bora-Hansgrohe \| + 32s \| \| \| 9. \| Diego Ulissi \| UAE Team Emirates \| + 45s \| \| \| 10. \| Bruno Armirail \| Groupama-FDJ \| + 50s \| \| |                     |                        |           |
| |                     |                        |           |
| Fontes: ProCyclingStats Cycling Quotient Cycling Archives |                     |                        |           |
| Classificação geral |                     |                        |           |
| Ciclista | Ciclista            | Equipe                 | Tempo     |
| 1. | Ethan Hayter        | Ineos Grenadiers       | 28h26m23s |
| 2. | Thymen Arensman     | Team DSM               | + 11s     |
| 3. | Pello Bilbao        | Bahrain Victorious     | + 18s     |
| 4. | Matteo Sobrero      | BikeExchange-Jayco     | + 23s     |
| 5. | Ben Tulett          | Ineos Grenadiers       | + 25s     |
| 6. | Rémi Cavagna        | Quick-Step Alpha Vinyl | + 31s     |
| 7. | Samuele Battistella | Astana Qazaqstan Team  | + 32s     |
| 8. | Sergio Higuita      | Bora-Hansgrohe         | + 32s     |
| 9. | Diego Ulissi        | UAE Team Emirates      | + 45s     |
| 10. | Bruno Armirail      | Groupama-FDJ           | + 50s     |

### Classificação por pontos
| Classificação por pontos | Classificação por pontos | Classificação por pontos           | Classificação por pontos | Classificação por pontos |
| Ciclista                 | Ciclista                 | Equipe                             | Pontos                   |                          |
| ------------------------ | ------------------------ | ---------------------------------- | ------------------------ | ------------------------ |
| 1.                       | Arnaud Démare            | Groupama-FDJ                       | 74 pts                   |                          |
| 2.                       | Olav Kooij               | Jumbo-Visma                        | 72 pts                   |                          |
| 3.                       | Max Kanter               | Movistar Team                      | 62 pts                   |                          |
| 4.                       | Phil Bauhaus             | Bahrain Victorious                 | 57 pts                   |                          |
| 5.                       | Pascal Ackermann         | UAE Team Emirates                  | 51 pts                   |                          |
| 6.                       | Jonathan Milan           | Bahrain Victorious                 | 51 pts                   |                          |
| 7.                       | Gerben Thijssen          | Intermarché-Wanty-Gobert Matériaux | 42 pts                   |                          |
| 8.                       | Ethan Hayter             | Ineos Grenadiers                   | 42 pts                   |                          |
| 9.                       | Pello Bilbao             | Bahrain Victorious                 | 40 pts                   |                          |
| 10.                      | Nikias Arndt             | Team DSM                           | 39 pts                   |                          |

### Classificação da montanha
| Classificação da montanha | Classificação da montanha | Classificação da montanha          | Classificação da montanha | Classificação da montanha |
| Ciclista                  | Ciclista                  | Equipe                             | Pontos                    |                           |
| ------------------------- | ------------------------- | ---------------------------------- | ------------------------- | ------------------------- |
| 1.                        | Jarrad Drizners           | Lotto-Soudal                       | 23 pts                    |                           |
| 2.                        | Kamil Małecki             | Lotto-Soudal                       | 15 pts                    |                           |
| 3.                        | Michel Hessmann           | Jumbo-Visma                        | 11 pts                    |                           |
| 4.                        | Michel Hessmann           | Jumbo-Visma                        | 11 pts                    |                           |
| 5.                        | Syver Wærsted             | Uno-X Pro Cycling Team             | 11 pts                    |                           |
| 6.                        | Rui Oliveira              | UAE Team Emirates                  | 8 pts                     |                           |
| 7.                        | Mads Würtz                | Israel-Premier Tech                | 7 pts                     |                           |
| 8.                        | Julius Johansen           | Intermarché-Wanty-Gobert Matériaux | 7 pts                     |                           |
| 9.                        | Nans Peters               | AG2R Citroën Team                  | 5 pts                     |                           |
| 10.                       | Félix Gall                | AG2R Citroën Team                  | 4 pts                     |                           |

### Classificação da combatividade
| Classificação da combatividade | Classificação da combatividade | Classificação da combatividade | Classificação da combatividade | Classificação da combatividade |
| Ciclista                       | Ciclista                       | Equipe                         | Pontos                         |                                |
| ------------------------------ | ------------------------------ | ------------------------------ | ------------------------------ | ------------------------------ |
| 1.                             | Patryk Stosz                   | Polónia                        | 16 pts                         |                                |
| 2.                             | Edward Theuns                  | Trek-Segafredo                 | 8 pts                          |                                |
| 3.                             | Mads Würtz                     | Israel-Premier Tech            | 6 pts                          |                                |

### Classificação por equipas
| Classificação por equipes | Classificação por equipes | Classificação por equipes | Classificação por equipes |
| Equipe                    | Equipe                    | Tempo                     |                           |
| ------------------------- | ------------------------- | ------------------------- | ------------------------- |
| 1.                        | Ineos Grenadiers          | 85h19m33s                 |                           |
| 2.                        | Quick-Step Alpha Vinyl    | + 2m43s                   |                           |
| 3.                        | Team DSM                  | + 2m46s                   |                           |
| 4.                        | EF Education-EasyPost     | + 2m48s                   |                           |
| 5.                        | Bahrain Victorious        | + 3m56s                   |                           |

## Evolução das classificações
| Etapa |                           | Vencedor _       | Classificação geral | Prêmio por pontos | Prêmio de montanha | Disputa      | Equipes _          | Nacionalidade _       |
| ----- | ------------------------- | ---------------- | ------------------- | ----------------- | ------------------ | ------------ | ------------------ | --------------------- |
| 1     | etapa plana               | Olav Kooij       | Olav Kooij          | Olav Kooij        | Jonas Abrahamsen   | Patryk Stosz | AG2R Citroën Team  | Stanislaw Aniolkowski |
| 2     | etapa plana               | Gerben Thijssen  | Jonas Abrahamsen    | Olav Kooij        | Jonas Abrahamsen   | Patryk Stosz | UAE Team Emirates  | Stanislaw Aniolkowski |
| 3     | média montanha            | Sergio Higuita   | Sergio Higuita      | Olav Kooij        | Michel Hessmann    | Patryk Stosz | Ineos Grenadiers   | Jakub Kaczmarek       |
| 4     | média montanha            | Pascal Ackermann | Sergio Higuita      | Olav Kooij        | Kamil Małecki      | Patryk Stosz | Ineos Grenadiers   | Jakub Kaczmarek       |
| 5     | etapa escarpada           | Phil Bauhaus     | Sergio Higuita      | Arnaud Démare     | Kamil Małecki      | Patryk Stosz | Bahrain Victorious | Jakub Kaczmarek       |
| 6     | contrarrelógio individual | Thymen Arensman  | Ethan Hayter        | Arnaud Démare     | Kamil Małecki      | Patryk Stosz | Ineos Grenadiers   | Jakub Kaczmarek       |
| 7     | etapa escarpada           | Arnaud Démare    | Ethan Hayter        | Arnaud Démare     | Jarrad Drizners    | Patryk Stosz | Ineos Grenadiers   | Jakub Kaczmarek       |
| Final | Final                     |                  | Ethan Hayter        | Arnaud Démare     | Jarrad Drizners    | Patryk Stosz | Ineos Grenadiers   | Jakub Kaczmarek       |

## Ciclistas participantes e posições finais
| Quick-Step Alpha Vinyl QST | Quick-Step Alpha Vinyl QST     | Quick-Step Alpha Vinyl QST |
| -------------------------- | ------------------------------ | -------------------------- |
| Num                        | Ciclista                       | Pos                        |
| 1                          | Rémi Cavagna (FRA)             | 6.                         |
| 2                          | Mark Cavendish (GBR) (estrada) | NP-6                       |
| 3                          | Josef Černý (CZE)              | 117.                       |
| 4                          | Mauro Schmid (SUI)             | NP-5                       |
| 5                          | Zdeněk Štybar (CZE)            | 57.                        |
| 6                          | Bert Van Lerberghe (BEL)       | 105.                       |
| 7                          | Mauri Vansevenant (BEL)        | 26.                        |

| AG2R Citroën Team ACT | AG2R Citroën Team ACT | AG2R Citroën Team ACT |
| --------------------- | --------------------- | --------------------- |
| Num                   | Ciclista              | Pos                   |
| 11                    | Félix Gall (AUT)      | 15.                   |
| 12                    | Dorian Godon (FRA)    | 17.                   |
| 13                    | Marc Sarreau (FRA)    | NP-6                  |
| 14                    | Nans Peters (FRA)     | 59.                   |
| 15                    | Antoine Raugel (FRA)  | 54.                   |
| 16                    | Michael Schär (SUI)   | 46.                   |
| 17                    | Andrea Vendrame (ITA) | 45.                   |

| Astana Qazaqstan Team AST | Astana Qazaqstan Team AST       | Astana Qazaqstan Team AST |
| ------------------------- | ------------------------------- | ------------------------- |
| Num                       | Ciclista                        | Pos                       |
| 21                        | Samuele Battistella (ITA)       | 7.                        |
| 22                        | Yevgeniy Fedorov (KAZ)          | 66.                       |
| 23                        | Michele Gazzoli (ITA)           | 80.                       |
| 24                        | Davide Martinelli (ITA)         | NP-2                      |
| 25                        | Yevgeniy Gidich (KAZ) (estrada) | 102.                      |
| 26                        | Christian Scaroni (ITA)         | 71.                       |
| 27                        | Harold Tejada (COL)             | 14.                       |

| Bahrain Victorious TBV | Bahrain Victorious TBV  | Bahrain Victorious TBV |
| ---------------------- | ----------------------- | ---------------------- |
| Num                    | Ciclista                | Pos                    |
| 31                     | Phil Bauhaus (GER)      | 107.                   |
| 32                     | Pello Bilbao (ESP)      | 3.                     |
| 33                     | Edoardo Zambanini (ITA) | 33.                    |
| 34                     | Heinrich Haussler (AUS) | 97.                    |
| 35                     | Filip Maciejuk (POL)    | 55.                    |
| 36                     | Jonathan Milan (ITA)    | 70.                    |
| 37                     | Stephen Williams (GBR)  | 47.                    |

| Bora-Hansgrohe BOH | Bora-Hansgrohe BOH             | Bora-Hansgrohe BOH |
| ------------------ | ------------------------------ | ------------------ |
| Num                | Ciclista                       | Pos                |
| 41                 | Giovanni Aleotti (ITA)         | 23.                |
| 42                 | Cesare Benedetti (POL)         | 68.                |
| 43                 | Sam Bennett (IRL)              | 110.               |
| 44                 | Sergio Higuita (COL) (estrada) | 8.                 |
| 45                 | Jordi Meeus (BEL)              | DNF-6              |
| 46                 | Ryan Mullen (IRL)              | 121.               |
| 47                 | Shane Archbold (NZL)           | NP-6               |

| Cofidis COF | Cofidis COF              | Cofidis COF |
| ----------- | ------------------------ | ----------- |
| Num         | Ciclista                 | Pos         |
| 51          | Piet Allegaert (BEL)     | NP-6        |
| 52          | Alexandre Delettre (FRA) | 39.         |
| 53          | Thomas Champion (FRA)    | 36.         |
| 54          | Davide Cimolai (ITA)     | 101.        |
| 55          | Simone Consonni (ITA)    | DNF-5       |
| 56          | Tom Bohli (SUI)          | 87.         |
| 57          | Jelle Wallays (BEL)      | NP-2        |

| EF Education-EasyPost EFE | EF Education-EasyPost EFE | EF Education-EasyPost EFE |
| ------------------------- | ------------------------- | ------------------------- |
| Num                       | Ciclista                  | Pos                       |
| 61                        | Diego Camargo (COL)       | 93.                       |
| 62                        | Simon Carr (GBR)          | 19.                       |
| 63                        | Jens Keukeleire (BEL)     | 86.                       |
| 64                        | Mark Padun (UKR)          | 13.                       |
| 65                        | Sean Quinn (USA)          | 21.                       |
| 66                        | Marijn van den Berg (NED) | 79.                       |
| 67                        | Łukasz Wiśniowski (POL)   | 126.                      |

| Groupama-FDJ GFC | Groupama-FDJ GFC          | Groupama-FDJ GFC |
| ---------------- | ------------------------- | ---------------- |
| Num              | Ciclista                  | Pos              |
| 71               | Arnaud Démare (FRA)       | 58.              |
| 72               | Bruno Armirail (FRA)      | 10.              |
| 73               | Jacopo Guarnieri (ITA)    | 122.             |
| 74               | Ignatas Konovalovas (LTU) | 77.              |
| 75               | Quentin Pacher (FRA)      | 16.              |
| 76               | Miles Scotson (AUS)       | NP-6             |
| 77               | Bram Welten (NED)         | 90.              |

| Ineos Grenadiers IGD | Ineos Grenadiers IGD        | Ineos Grenadiers IGD |
| -------------------- | --------------------------- | -------------------- |
| Num                  | Ciclista                    | Pos                  |
| 81                   | Richard Carapaz (ECU) (CRI) | 22.                  |
| 82                   | Ethan Hayter (GBR) (CRI)    | 1.                   |
| 83                   | Jhonatan Narváez (ECU)      | 50.                  |
| 84                   | Salvatore Puccio (ITA)      | 118.                 |
| 85                   | Magnus Sheffield (USA)      | 81.                  |
| 86                   | Ben Tulett (GBR)            | 5.                   |
| 87                   | Elia Viviani (ITA)          | 115.                 |

| Intermarché-Wanty-Gobert Matériaux IWG | Intermarché-Wanty-Gobert Matériaux IWG | Intermarché-Wanty-Gobert Matériaux IWG |
| -------------------------------------- | -------------------------------------- | -------------------------------------- |
| Num                                    | Ciclista                               | Pos                                    |
| 91                                     | Baptiste Planckaert (BEL)              | DNF-1                                  |
| 92                                     | Quinten Hermans (BEL)                  | 20.                                    |
| 93                                     | Laurens Huys (BEL)                     | 34.                                    |
| 94                                     | Julius Johansen (DEN)                  | 100.                                   |
| 95                                     | Hugo Page (FRA)                        | 44.                                    |
| 96                                     | Gerben Thijssen (BEL)                  | 108.                                   |
| 97                                     | Boy van Poppel (NED)                   | 94.                                    |

| Israel-Premier Tech IPT | Israel-Premier Tech IPT    | Israel-Premier Tech IPT |
| ----------------------- | -------------------------- | ----------------------- |
| Num                     | Ciclista                   | Pos                     |
| 101                     | Reto Hollenstein (SUI)     | 49.                     |
| 102                     | Sebastian Berwick (AUS)    | 24.                     |
| 103                     | Matthias Brändle (AUT)     | 98.                     |
| 104                     | Alessandro De Marchi (ITA) | 61.                     |
| 105                     | Alex Dowsett (GBR)         | 89.                     |
| 106                     | Taj Jones (AUS)            | 88.                     |
| 107                     | Mads Würtz (DEN)           | 38.                     |

| Jumbo-Visma TJV | Jumbo-Visma TJV          | Jumbo-Visma TJV |
| --------------- | ------------------------ | --------------- |
| Num             | Ciclista                 | Pos             |
| 111             | Mick van Dijke (NED)     | 65.             |
| 113             | Olav Kooij (NED)         | 83.             |
| 114             | Michel Hessmann (GER)    | 63.             |
| 115             | Tosh Van der Sande (BEL) | 60.             |
| 116             | Sam Oomen (NED)          | NP-2            |
| 117             | Mike Teunissen (NED)     | NP-6            |

| Movistar Team MOV | Movistar Team MOV                  | Movistar Team MOV |
| ----------------- | ---------------------------------- | ----------------- |
| Num               | Ciclista                           | Pos               |
| 121               | William Barta (USA)                | 32.               |
| 122               | Juri Hollmann (GER)                | 41.               |
| 123               | Johan Jacobs (SUI)                 | NP-2              |
| 124               | Max Kanter (GER)                   | 56.               |
| 125               | Oier Lazkano (ESP)                 | DNF-2             |
| 126               | Abner González (PUR)               | 30.               |
| 127               | Óscar Rodríguez Garaicoechea (ESP) | 42.               |

| BikeExchange-Jayco BEX | BikeExchange-Jayco BEX      | BikeExchange-Jayco BEX |
| ---------------------- | --------------------------- | ---------------------- |
| Num                    | Ciclista                    | Pos                    |
| 131                    | Matteo Sobrero (ITA)        | 4.                     |
| 132                    | Alexander Edmondson (AUS)   | DNF-2                  |
| 133                    | Kaden Groves (AUS)          | 52.                    |
| 134                    | Michael Hepburn (AUS)       | 51.                    |
| 135                    | Lucas Hamilton (AUS)        | 18.                    |
| 136                    | Lawson Craddock (USA) (CRI) | 78.                    |
| 137                    | Kelland O'Brien (AUS)       | 106.                   |

| Lotto-Soudal LTS | Lotto-Soudal LTS       | Lotto-Soudal LTS |
| ---------------- | ---------------------- | ---------------- |
| Num              | Ciclista               | Pos              |
| 141              | Steff Cras (BEL)       | 25.              |
| 142              | Jasper De Buyst (BEL)  | NP-6             |
| 144              | Thomas De Gendt (BEL)  | 99.              |
| 145              | Jarrad Drizners (AUS)  | 72.              |
| 146              | Roger Kluge (GER)      | 111.             |
| 147              | Kamil Małecki (POL)    | 92.              |
| 148              | Sylvain Moniquet (BEL) | 11.              |

| Team DSM DSM | Team DSM DSM                  | Team DSM DSM |
| ------------ | ----------------------------- | ------------ |
| Num          | Ciclista                      | Pos          |
| 151          | Thymen Arensman (NED)         | 2.           |
| 152          | Nikias Arndt (GER)            | 31.          |
| 153          | Marco Brenner (GER)           | 12.          |
| 154          | Jonas Iversby Hvideberg (NOR) | 76.          |
| 155          | Niklas Märkl (GER)            | 109.         |
| 156          | Joris Nieuwenhuis (NED)       | 125.         |
| 157          | Sam Welsford (AUS)            | 116.         |

| Trek-Segafredo TFS | Trek-Segafredo TFS            | Trek-Segafredo TFS |
| ------------------ | ----------------------------- | ------------------ |
| Num                | Ciclista                      | Pos                |
| 161                | Daan Hoole (NED)              | 75.                |
| 162                | Emīls Liepiņš (LAT) (estrada) | 103.               |
| 163                | Jacopo Mosca (ITA)            | 112.               |
| 164                | Matteo Moschetti (ITA)        | DNF-4              |
| 165                | Edward Theuns (BEL)           | 53.                |
| 166                | Antonio Tiberi (ITA)          | 43.                |
| 167                | Antwan Tolhoek (NED)          | NP-2               |

| UAE Team Emirates UAD | UAE Team Emirates UAD       | UAE Team Emirates UAD |
| --------------------- | --------------------------- | --------------------- |
| Num                   | Ciclista                    | Pos                   |
| 171                   | Pascal Ackermann (GER)      | 84.                   |
| 172                   | Davide Formolo (ITA)        | 29.                   |
| 173                   | Vegard Stake Laengen (NOR)  | 48.                   |
| 174                   | Juan Sebastián Molano (COL) | 85.                   |
| 175                   | Rui Oliveira (POR)          | 64.                   |
| 176                   | Oliviero Troia (ITA)        | 114.                  |
| 177                   | Diego Ulissi (ITA)          | 9.                    |

| Alpecin-Deceuninck AFC | Alpecin-Deceuninck AFC      | Alpecin-Deceuninck AFC |
| ---------------------- | --------------------------- | ---------------------- |
| Num                    | Ciclista                    | Pos                    |
| 181                    | David van der Poel (NED)    | NP-4                   |
| 182                    | Sjoerd Bax (NED)            | NP-4                   |
| 183                    | Tobias Bayer (AUT)          | NP-4                   |
| 184                    | Senne Leysen (BEL)          | NP-4                   |
| 185                    | Jakub Mareczko (ITA)        | NP-4                   |
| 186                    | Stefano Oldani (ITA)        | NP-4                   |
| 187                    | Fabio Van den Bossche (BEL) | NP-4                   |

| Caja Rural-Seguros RGA CJR | Caja Rural-Seguros RGA CJR | Caja Rural-Seguros RGA CJR |
| -------------------------- | -------------------------- | -------------------------- |
| Num                        | Ciclista                   | Pos                        |
| 191                        | Julen Amézqueta (ESP)      | 69.                        |
| 192                        | Aritz Bagües (ESP)         | NP-2                       |
| 193                        | Jefferson Cepeda (ECU)     | 35.                        |
| 194                        | Iúri Leitão (POR)          | 119.                       |
| 195                        | Sergio Martín (ESP)        | 40.                        |
| 196                        | Eduard Prades (ESP)        | 37.                        |
| 197                        | Michal Schlegel (CZE)      | 62.                        |

| Team Novo Nordisk TNN | Team Novo Nordisk TNN | Team Novo Nordisk TNN |
| --------------------- | --------------------- | --------------------- |
| Num                   | Ciclista              | Pos                   |
| 201                   | Andrea Peron (ITA)    | 120.                  |
| 202                   | Péter Kusztor (HUN)   | 91.                   |
| 203                   | Gerd de Keijzer (NED) | DNF-4                 |
| 204                   | Sam Brand (GBR)       | NP-6                  |
| 205                   | Umberto Poli (ITA)    | DNF-7                 |
| 206                   | David Lozano (ESP)    | 95.                   |
| 207                   | Matyáš Kopecký (CZE)  | NP-5                  |

| Uno-X Pro Cycling Team UXT | Uno-X Pro Cycling Team UXT       | Uno-X Pro Cycling Team UXT |
| -------------------------- | -------------------------------- | -------------------------- |
| Num                        | Ciclista                         | Pos                        |
| 211                        | Jonas Abrahamsen (NOR)           | NP-4                       |
| 212                        | Tobias Halland Johannessen (NOR) | NP-2                       |
| 213                        | Syver Wærsted (NOR)              | 123.                       |
| 214                        | Anders Skaarseth (NOR)           | 67.                        |
| 215                        | Rasmus Tiller (NOR) (estrada)    | NP-2                       |
| 216                        | Idar Andersen (NOR)              | 27.                        |
| 217                        | Jonas Gregaard (DEN)             | 73.                        |

| Polónia POL | Polónia POL           | Polónia POL |
| ----------- | --------------------- | ----------- |
| Num         | Ciclista              | Pos         |
| 221         | Stanislaw Aniolkowski | 74.         |
| 222         | Patryk Stosz          | 127.        |
| 223         | Mateusz Grabis        | 124.        |
| 224         | Jakub Kaczmarek       | 28.         |
| 225         | Piotr Brożyna         | 104.        |
| 226         | Marcin Budziński      | 82.         |
| 227         | Jakub Murias          | 96.         |

| Quick-Step Alpha Vinyl QST | Quick-Step Alpha Vinyl QST     | Quick-Step Alpha Vinyl QST |
| -------------------------- | ------------------------------ | -------------------------- |
| Num                        | Ciclista                       | Pos                        |
| 1                          | Rémi Cavagna (FRA)             | 6.                         |
| 2                          | Mark Cavendish (GBR) (estrada) | NP-6                       |
| 3                          | Josef Černý (CZE)              | 117.                       |
| 4                          | Mauro Schmid (SUI)             | NP-5                       |
| 5                          | Zdeněk Štybar (CZE)            | 57.                        |
| 6                          | Bert Van Lerberghe (BEL)       | 105.                       |
| 7                          | Mauri Vansevenant (BEL)        | 26.                        |

| AG2R Citroën Team ACT | AG2R Citroën Team ACT | AG2R Citroën Team ACT |
| --------------------- | --------------------- | --------------------- |
| Num                   | Ciclista              | Pos                   |
| 11                    | Félix Gall (AUT)      | 15.                   |
| 12                    | Dorian Godon (FRA)    | 17.                   |
| 13                    | Marc Sarreau (FRA)    | NP-6                  |
| 14                    | Nans Peters (FRA)     | 59.                   |
| 15                    | Antoine Raugel (FRA)  | 54.                   |
| 16                    | Michael Schär (SUI)   | 46.                   |
| 17                    | Andrea Vendrame (ITA) | 45.                   |

| Astana Qazaqstan Team AST | Astana Qazaqstan Team AST       | Astana Qazaqstan Team AST |
| ------------------------- | ------------------------------- | ------------------------- |
| Num                       | Ciclista                        | Pos                       |
| 21                        | Samuele Battistella (ITA)       | 7.                        |
| 22                        | Yevgeniy Fedorov (KAZ)          | 66.                       |
| 23                        | Michele Gazzoli (ITA)           | 80.                       |
| 24                        | Davide Martinelli (ITA)         | NP-2                      |
| 25                        | Yevgeniy Gidich (KAZ) (estrada) | 102.                      |
| 26                        | Christian Scaroni (ITA)         | 71.                       |
| 27                        | Harold Tejada (COL)             | 14.                       |

| Bahrain Victorious TBV | Bahrain Victorious TBV  | Bahrain Victorious TBV |
| ---------------------- | ----------------------- | ---------------------- |
| Num                    | Ciclista                | Pos                    |
| 31                     | Phil Bauhaus (GER)      | 107.                   |
| 32                     | Pello Bilbao (ESP)      | 3.                     |
| 33                     | Edoardo Zambanini (ITA) | 33.                    |
| 34                     | Heinrich Haussler (AUS) | 97.                    |
| 35                     | Filip Maciejuk (POL)    | 55.                    |
| 36                     | Jonathan Milan (ITA)    | 70.                    |
| 37                     | Stephen Williams (GBR)  | 47.                    |

| Bora-Hansgrohe BOH | Bora-Hansgrohe BOH             | Bora-Hansgrohe BOH |
| ------------------ | ------------------------------ | ------------------ |
| Num                | Ciclista                       | Pos                |
| 41                 | Giovanni Aleotti (ITA)         | 23.                |
| 42                 | Cesare Benedetti (POL)         | 68.                |
| 43                 | Sam Bennett (IRL)              | 110.               |
| 44                 | Sergio Higuita (COL) (estrada) | 8.                 |
| 45                 | Jordi Meeus (BEL)              | DNF-6              |
| 46                 | Ryan Mullen (IRL)              | 121.               |
| 47                 | Shane Archbold (NZL)           | NP-6               |

| Cofidis COF | Cofidis COF              | Cofidis COF |
| ----------- | ------------------------ | ----------- |
| Num         | Ciclista                 | Pos         |
| 51          | Piet Allegaert (BEL)     | NP-6        |
| 52          | Alexandre Delettre (FRA) | 39.         |
| 53          | Thomas Champion (FRA)    | 36.         |
| 54          | Davide Cimolai (ITA)     | 101.        |
| 55          | Simone Consonni (ITA)    | DNF-5       |
| 56          | Tom Bohli (SUI)          | 87.         |
| 57          | Jelle Wallays (BEL)      | NP-2        |

| EF Education-EasyPost EFE | EF Education-EasyPost EFE | EF Education-EasyPost EFE |
| ------------------------- | ------------------------- | ------------------------- |
| Num                       | Ciclista                  | Pos                       |
| 61                        | Diego Camargo (COL)       | 93.                       |
| 62                        | Simon Carr (GBR)          | 19.                       |
| 63                        | Jens Keukeleire (BEL)     | 86.                       |
| 64                        | Mark Padun (UKR)          | 13.                       |
| 65                        | Sean Quinn (USA)          | 21.                       |
| 66                        | Marijn van den Berg (NED) | 79.                       |
| 67                        | Łukasz Wiśniowski (POL)   | 126.                      |

| Groupama-FDJ GFC | Groupama-FDJ GFC          | Groupama-FDJ GFC |
| ---------------- | ------------------------- | ---------------- |
| Num              | Ciclista                  | Pos              |
| 71               | Arnaud Démare (FRA)       | 58.              |
| 72               | Bruno Armirail (FRA)      | 10.              |
| 73               | Jacopo Guarnieri (ITA)    | 122.             |
| 74               | Ignatas Konovalovas (LTU) | 77.              |
| 75               | Quentin Pacher (FRA)      | 16.              |
| 76               | Miles Scotson (AUS)       | NP-6             |
| 77               | Bram Welten (NED)         | 90.              |

| Ineos Grenadiers IGD | Ineos Grenadiers IGD        | Ineos Grenadiers IGD |
| -------------------- | --------------------------- | -------------------- |
| Num                  | Ciclista                    | Pos                  |
| 81                   | Richard Carapaz (ECU) (CRI) | 22.                  |
| 82                   | Ethan Hayter (GBR) (CRI)    | 1.                   |
| 83                   | Jhonatan Narváez (ECU)      | 50.                  |
| 84                   | Salvatore Puccio (ITA)      | 118.                 |
| 85                   | Magnus Sheffield (USA)      | 81.                  |
| 86                   | Ben Tulett (GBR)            | 5.                   |
| 87                   | Elia Viviani (ITA)          | 115.                 |

| Intermarché-Wanty-Gobert Matériaux IWG | Intermarché-Wanty-Gobert Matériaux IWG | Intermarché-Wanty-Gobert Matériaux IWG |
| -------------------------------------- | -------------------------------------- | -------------------------------------- |
| Num                                    | Ciclista                               | Pos                                    |
| 91                                     | Baptiste Planckaert (BEL)              | DNF-1                                  |
| 92                                     | Quinten Hermans (BEL)                  | 20.                                    |
| 93                                     | Laurens Huys (BEL)                     | 34.                                    |
| 94                                     | Julius Johansen (DEN)                  | 100.                                   |
| 95                                     | Hugo Page (FRA)                        | 44.                                    |
| 96                                     | Gerben Thijssen (BEL)                  | 108.                                   |
| 97                                     | Boy van Poppel (NED)                   | 94.                                    |

| Israel-Premier Tech IPT | Israel-Premier Tech IPT    | Israel-Premier Tech IPT |
| ----------------------- | -------------------------- | ----------------------- |
| Num                     | Ciclista                   | Pos                     |
| 101                     | Reto Hollenstein (SUI)     | 49.                     |
| 102                     | Sebastian Berwick (AUS)    | 24.                     |
| 103                     | Matthias Brändle (AUT)     | 98.                     |
| 104                     | Alessandro De Marchi (ITA) | 61.                     |
| 105                     | Alex Dowsett (GBR)         | 89.                     |
| 106                     | Taj Jones (AUS)            | 88.                     |
| 107                     | Mads Würtz (DEN)           | 38.                     |

| Jumbo-Visma TJV | Jumbo-Visma TJV          | Jumbo-Visma TJV |
| --------------- | ------------------------ | --------------- |
| Num             | Ciclista                 | Pos             |
| 111             | Mick van Dijke (NED)     | 65.             |
| 113             | Olav Kooij (NED)         | 83.             |
| 114             | Michel Hessmann (GER)    | 63.             |
| 115             | Tosh Van der Sande (BEL) | 60.             |
| 116             | Sam Oomen (NED)          | NP-2            |
| 117             | Mike Teunissen (NED)     | NP-6            |

| Movistar Team MOV | Movistar Team MOV                  | Movistar Team MOV |
| ----------------- | ---------------------------------- | ----------------- |
| Num               | Ciclista                           | Pos               |
| 121               | William Barta (USA)                | 32.               |
| 122               | Juri Hollmann (GER)                | 41.               |
| 123               | Johan Jacobs (SUI)                 | NP-2              |
| 124               | Max Kanter (GER)                   | 56.               |
| 125               | Oier Lazkano (ESP)                 | DNF-2             |
| 126               | Abner González (PUR)               | 30.               |
| 127               | Óscar Rodríguez Garaicoechea (ESP) | 42.               |

| BikeExchange-Jayco BEX | BikeExchange-Jayco BEX      | BikeExchange-Jayco BEX |
| ---------------------- | --------------------------- | ---------------------- |
| Num                    | Ciclista                    | Pos                    |
| 131                    | Matteo Sobrero (ITA)        | 4.                     |
| 132                    | Alexander Edmondson (AUS)   | DNF-2                  |
| 133                    | Kaden Groves (AUS)          | 52.                    |
| 134                    | Michael Hepburn (AUS)       | 51.                    |
| 135                    | Lucas Hamilton (AUS)        | 18.                    |
| 136                    | Lawson Craddock (USA) (CRI) | 78.                    |
| 137                    | Kelland O'Brien (AUS)       | 106.                   |

| Lotto-Soudal LTS | Lotto-Soudal LTS       | Lotto-Soudal LTS |
| ---------------- | ---------------------- | ---------------- |
| Num              | Ciclista               | Pos              |
| 141              | Steff Cras (BEL)       | 25.              |
| 142              | Jasper De Buyst (BEL)  | NP-6             |
| 144              | Thomas De Gendt (BEL)  | 99.              |
| 145              | Jarrad Drizners (AUS)  | 72.              |
| 146              | Roger Kluge (GER)      | 111.             |
| 147              | Kamil Małecki (POL)    | 92.              |
| 148              | Sylvain Moniquet (BEL) | 11.              |

| Team DSM DSM | Team DSM DSM                  | Team DSM DSM |
| ------------ | ----------------------------- | ------------ |
| Num          | Ciclista                      | Pos          |
| 151          | Thymen Arensman (NED)         | 2.           |
| 152          | Nikias Arndt (GER)            | 31.          |
| 153          | Marco Brenner (GER)           | 12.          |
| 154          | Jonas Iversby Hvideberg (NOR) | 76.          |
| 155          | Niklas Märkl (GER)            | 109.         |
| 156          | Joris Nieuwenhuis (NED)       | 125.         |
| 157          | Sam Welsford (AUS)            | 116.         |

| Trek-Segafredo TFS | Trek-Segafredo TFS            | Trek-Segafredo TFS |
| ------------------ | ----------------------------- | ------------------ |
| Num                | Ciclista                      | Pos                |
| 161                | Daan Hoole (NED)              | 75.                |
| 162                | Emīls Liepiņš (LAT) (estrada) | 103.               |
| 163                | Jacopo Mosca (ITA)            | 112.               |
| 164                | Matteo Moschetti (ITA)        | DNF-4              |
| 165                | Edward Theuns (BEL)           | 53.                |
| 166                | Antonio Tiberi (ITA)          | 43.                |
| 167                | Antwan Tolhoek (NED)          | NP-2               |

| UAE Team Emirates UAD | UAE Team Emirates UAD       | UAE Team Emirates UAD |
| --------------------- | --------------------------- | --------------------- |
| Num                   | Ciclista                    | Pos                   |
| 171                   | Pascal Ackermann (GER)      | 84.                   |
| 172                   | Davide Formolo (ITA)        | 29.                   |
| 173                   | Vegard Stake Laengen (NOR)  | 48.                   |
| 174                   | Juan Sebastián Molano (COL) | 85.                   |
| 175                   | Rui Oliveira (POR)          | 64.                   |
| 176                   | Oliviero Troia (ITA)        | 114.                  |
| 177                   | Diego Ulissi (ITA)          | 9.                    |

| Alpecin-Deceuninck AFC | Alpecin-Deceuninck AFC      | Alpecin-Deceuninck AFC |
| ---------------------- | --------------------------- | ---------------------- |
| Num                    | Ciclista                    | Pos                    |
| 181                    | David van der Poel (NED)    | NP-4                   |
| 182                    | Sjoerd Bax (NED)            | NP-4                   |
| 183                    | Tobias Bayer (AUT)          | NP-4                   |
| 184                    | Senne Leysen (BEL)          | NP-4                   |
| 185                    | Jakub Mareczko (ITA)        | NP-4                   |
| 186                    | Stefano Oldani (ITA)        | NP-4                   |
| 187                    | Fabio Van den Bossche (BEL) | NP-4                   |

| Caja Rural-Seguros RGA CJR | Caja Rural-Seguros RGA CJR | Caja Rural-Seguros RGA CJR |
| -------------------------- | -------------------------- | -------------------------- |
| Num                        | Ciclista                   | Pos                        |
| 191                        | Julen Amézqueta (ESP)      | 69.                        |
| 192                        | Aritz Bagües (ESP)         | NP-2                       |
| 193                        | Jefferson Cepeda (ECU)     | 35.                        |
| 194                        | Iúri Leitão (POR)          | 119.                       |
| 195                        | Sergio Martín (ESP)        | 40.                        |
| 196                        | Eduard Prades (ESP)        | 37.                        |
| 197                        | Michal Schlegel (CZE)      | 62.                        |

| Team Novo Nordisk TNN | Team Novo Nordisk TNN | Team Novo Nordisk TNN |
| --------------------- | --------------------- | --------------------- |
| Num                   | Ciclista              | Pos                   |
| 201                   | Andrea Peron (ITA)    | 120.                  |
| 202                   | Péter Kusztor (HUN)   | 91.                   |
| 203                   | Gerd de Keijzer (NED) | DNF-4                 |
| 204                   | Sam Brand (GBR)       | NP-6                  |
| 205                   | Umberto Poli (ITA)    | DNF-7                 |
| 206                   | David Lozano (ESP)    | 95.                   |
| 207                   | Matyáš Kopecký (CZE)  | NP-5                  |

| Uno-X Pro Cycling Team UXT | Uno-X Pro Cycling Team UXT       | Uno-X Pro Cycling Team UXT |
| -------------------------- | -------------------------------- | -------------------------- |
| Num                        | Ciclista                         | Pos                        |
| 211                        | Jonas Abrahamsen (NOR)           | NP-4                       |
| 212                        | Tobias Halland Johannessen (NOR) | NP-2                       |
| 213                        | Syver Wærsted (NOR)              | 123.                       |
| 214                        | Anders Skaarseth (NOR)           | 67.                        |
| 215                        | Rasmus Tiller (NOR) (estrada)    | NP-2                       |
| 216                        | Idar Andersen (NOR)              | 27.                        |
| 217                        | Jonas Gregaard (DEN)             | 73.                        |

| Polónia POL | Polónia POL           | Polónia POL |
| ----------- | --------------------- | ----------- |
| Num         | Ciclista              | Pos         |
| 221         | Stanislaw Aniolkowski | 74.         |
| 222         | Patryk Stosz          | 127.        |
| 223         | Mateusz Grabis        | 124.        |
| 224         | Jakub Kaczmarek       | 28.         |
| 225         | Piotr Brożyna         | 104.        |
| 226         | Marcin Budziński      | 82.         |
| 227         | Jakub Murias          | 96.         |

Convenções:
- AB: Abandono
- FLT: Retiro por chegada fora do limite de tempo
- NTS: Não tomou a saída
- DES: Desclassificado ou expulsado

## UCI World Ranking
O Volta à Polónia outorgou pontos para o UCI World Ranking para corredores das equipas nas categorias UCI WorldTeam, UCI ProTeam e Continental. As seguintes tabelas são o barómetro de pontuação e os dez corredores que obtiveram mais pontos:
| Posição             | 1.º | 2.º | 3.º | 4.º | 5.º | 6.º | 7.º | 8.º | 9.º | 10.º | 11.º | 12.º | 13.º | 14.º | 15.º | 16.º-20.º | 21.º-30.º | 31.º-50.º | 51.º-55.º | 56.º-60.º |
| Classificação geral | 400 | 320 | 260 | 220 | 180 | 140 | 120 | 100 | 80  | 68   | 56   | 48   | 40   | 32   | 28   | 24        | 16        | 8         | 4         | 2         |
| Por etapa           | 50  | 20  | 8   |     |     |     |     |     |     |      |      |      |      |      |      |           |           |           |           |           |
| Líder               | 8   |     |     |     |     |     |     |     |     |      |      |      |      |      |      |           |           |           |           |           |

| Classificação        |                     |                        |       |       |       |       |
| Ciclista             | Ciclista            | Equipa                 | Geral | Etapa | Líder | Total |
| -------------------- | ------------------- | ---------------------- | ----- | ----- | ----- | ----- |
| 1.º                  | Ethan Hayter        | Ineos Grenadiers       | 400   | 8     | 8     | 416   |
| 2.º                  | Thymen Arensman     | DSM                    | 320   | 50    | -     | 370   |
| 3.º                  | Pello Bilbao        | Bahrain Victorious     | 260   | 20    | -     | 280   |
| 4.º                  | Matteo Sobrero      | BikeExchange-Jayco     | 220   | -     | -     | 220   |
| 5.º                  | Ben Tulett          | Ineos Grenadiers       | 180   | -     | -     | 180   |
| 6.º                  | Sergio Higuita      | Bora-Hansgrohe         | 100   | 50    | 24    | 174   |
| 7.º                  | Rémi Cavagna        | Quick-Step Alpha Vinyl | 140   | -     | -     | 140   |
| 8.º                  | Samuele Battistella | Astana Qazaqstan       | 120   | -     | -     | 120   |
| 9.º                  | Diego Ulissi        | UAE Emirates           | 80    | -     | -     | 80    |
| align="center"\|10.º | Phil Bauhaus        | Bahrain Victorious     | -     | 78    | -     | 78    |
| align="center"\|10.º | Olav Kooij          | Jumbo-Visma            | -     | 70    | 8     | 78    |